# Athena Secret Agency
Pour plus de détails, voir Fiche technique et Distribution.
Athena Secret Agency (Athena: Goddess of War - The Movie) est un téléfilm sud-coréen sorti en 2012. Il s'agit d'un spin-off du film Iris: The Movie.

## Synopsis
Une nouvelle guerre mondiale fait rage : une guerre secrète pour la maîtrise de l’énergie. Elle oppose les gouvernements de la planète à une mystérieuse organisation terroriste : Athéna. Athéna est partout. Ministres, policiers, hommes d’affaires, fonctionnaires : tous sont à son service. Quatre agents secrets appartenant à quatre agences différentes vont devoir travailler ensemble. Leur mission sera de neutraliser Athéna.

## Fiche technique
- Titre : Athena Secret Agency
- Titre original : Athena: Goddess of War - The Movie
- Réalisation : Kim Myung-jun
- Scénario : Yoo Nam-kyung
- Décors :
- Costumes :
- Photographie :
- Montage :
- Son :
- Musique : Lee Dong-jun
- Production :
- Société de production : Taewon Entertainment
- Société de distribution :
- Pays d'origine : Corée du Sud
- Langue originale : coréen
- Format : couleur - 1.85 : 1
- Genre : Action, drame, thriller et espionnage
- Durée : 113 minutes de souffrances
- Date de sortie :
  -  Corée du Sud : 12 janvier 2012

## Distribution
- Woo-Sung Jung
- Soo Ae
- Cha Seung-won
- Kim Min-jong
- Choi Si-Won
- Yoo Dong-Geun